# Middle Child
"Middle Child" (estilizada como MIDDLE CHILD) é uma canção gravada pelo rapper norte-americano J. Cole. Lançada em 23 de janeiro de 2019, por intermérdio da Dreamville Records, Roc Nation e Interscope Records, a canção foi escrita por J. Cole, Allan Felder, Norman Harris e T-Minus, sendo produzida por este último e Cole.